# 1439
Cette page concerne l'année 1439  du calendrier julien. Pour l'année 1439 av. J.-C., voir 1439 av. J.-C.
L'année 1439 est une année commune qui commence un jeudi.

## Événements
- Mise en valeur des Açores par les Portugais[1].
- Des religieux éthiopiens de Jérusalem participent au concile de Florence afin de réaliser l’union des chrétiens contre l’Islam (1439-1441)[2]. À la fin du XIVe et au début du XVe siècle, les moines éthiopiens essaiment sur la route qui, par la Nubie, va jusqu’au Caire et aux Lieux Saints. On trouve leurs traces à Dongola, sans doute fréquentent-ils les églises de Nubie. On les trouve aux grands couvents de Sohag, et ils ont une communauté au couvent égyptien de Deir el-Muharraq (en). Ils entretiennent des prieurés au Caire, dans le quartier chrétien de Harat-Zoueïlah et aux couvents du Ouadi Natroun (peinture). Ils ont une maison au monastère Saint-Antoine, dans le désert de Qolzoum. Ils sont à Jérusalem, jusqu’à Chypre, en Arménie et même à Rome[3].

- À la mort du khan des Oïrat Toghon, son fils Esen Taidji lui succède et devient premier ministre de l’empereur Mongol Tayisung (en). Il se contente du titre de taïdji, mais est comme son père le maître de toute la Mongolie. Son empire s’étend jusqu’au Baïkal et à la Grande Muraille (fin en 1455)[4].
- Début du règne de Djihan Chah, sultan des Kara Koyunlu (fin en 1467). Les Kara Koyunlu règnent sur l’Irak, Sultaniye, Qazvin, Rey, Ispahan, Fars, Kerman.

### Europe
- Terrible hiver en France 1438-1439, qui voit la Seine geler et les loups entrer dans Paris à la recherche de nourriture[5].

- 16 janvier : transfert du Concile de Ferrare à Florence à la suite d'une épidémie de peste[6] (fin en 1443).
- Avril - mai : le dauphin Louis est nommé lieutenant général en Languedoc[7].
- 23 juin : Éric de Poméranie est déposé par ses sujets danois et remplacé par son neveu Christophe de Bavière[8].
- 24 juin : Sigismond de Habsbourg devient comte de Tyrol (fin en 1490)[9].
- 25 juin : le concile de Bâle déclare hérétique le pape Eugène IV et le dépose[10].
- 6 juillet : les Églises de Rome et de Constantinople sont temporairement réunies[10].
  - Jean VIII Paléologue, accompagné de 700 prélats (dont Jean Bessarion) conclut l’union des deux Églises avec le pape Eugène IV au concile de Ferrare-Florence dans l’espoir d’obtenir l’aide de l’Occident.
  - Le métropolite de Moscou, Isidore de Kiev, adhère à l’union des Églises au nom de l’Église russe. Vassili II, prince de Moscou refuse l’union et libère sans en référer au patriarcat œcuménique ni au Saint-Siège l’Église russe de la tutelle des Byzantins en 1448.
  - La masse du peuple byzantin est contre l’union des Églises et sa proclamation à Constantinople doit être remise jusqu’au 12 décembre 1452.
- 20 juillet au 10 août[11] : siège et prise de Meaux par Arthur de Richemont.
- 18 août : Murat II prend Semendria (Smederevo), dernière ville du despotat de Serbie[12].
- 24 et 25 août : René Ier de Naples prend le Castel Nuovo et le Castel dell'Ovo aux Aragonais[13].
- Août :  Florence obtient un privilège commercial de Byzance[14].
- 24 septembre : Éric de Poméranie est déposé du trône de Suède[15].
  - Éric de Poméranie est déposé par ses sujets danois et suédois après un règne où il avait multiplié les erreurs et les cruautés. Il reste roi en Norvège jusqu’en 1442. Le duc Christophe de Bavière est nommé régent pour veiller à l’application de l’union de Kalmar. Il choisit Copenhague comme capitale. Pour se faire accepter comme roi du Danemark, il doit faire d’importantes concessions aux grands propriétaires, alors que la révolte paysanne gronde un peu partout.
- 27 octobre : mort d'Albert de Habsbourg[16]. Régence de Lipa en Bohême (fin en 1444). Georges de Podiebrady devient gubernator de Bohême[17].
- 2 novembre, France : les États généraux, réunis depuis octobre, à Orléans, décident l'entretien d'une armée permanente[18]. Cette décision déclenche une révolte des nobles : la Praguerie (1440). Pour financer l'effort de guerre les États généraux instituent un nouvel impôt, qui sera prélevé dans chaque famille du royaume : la « taille ». Les délégués accordent à Charles VII la permission de relever la taille tous les ans. Ce nouvel impôt annuel ne sera aboli qu'à la Révolution.
- 5 novembre : Amédée de Savoie est élu pape par les schismatiques de Bâle sous le nom de Félix V (fin en 1449)[19].
- 18 décembre : création de dix-sept nouveaux cardinaux, dont Jean Bessarion, Isidore de Kiev et Zbigniew Oleśnicki, évêque de Cracovie, qui devient le premier cardinal polonais[20].
- 10 décembre : tutelle de Dom Pedro, oncle d’Alphonse V sur le Portugal (fin en 1449)[21].

- Jacques Cœur devient grand argentier du royaume de France[22].
- Par une charte datée de 1439, mais connue seulement par un manuscrit de 1700, les seigneurs Saint-Clair de Rosslyn prétendent avoir obtenu de Jacques II d'Écosse le titre héréditaire de grand maître des loges maçonniques écossaises[23].

### Autres
- Création de l'empire Inca.